# Phebellia glaucoides
Phebellia glaucoides är en tvåvingeart som beskrevs av Herting 1961. Phebellia glaucoides ingår i släktet Phebellia och familjen parasitflugor. Arten är reproducerande i Sverige. Inga underarter finns listade i Catalogue of Life.